# Hitchcock/Truffaut
Hitchcock/Truffaut är en fransk-amerikansk dokumentärfilm från 2015 i regi av Kent Jones. 
Filmen handlar om François Truffauts bok om Alfred Hitchcock, Samtal med Hitchcock (Hitchcock/Truffaut) utgiven 1966, och dess inverkan på film.
Truffaut intervjuade Hitchcock under åtta dagar år 1962, på hans kontor på Universal Studios, för att skriva sin bok. Truffaut bandade intervjuerna där de bland annat samtalar om spänning, regi och kameravinklar. Filmen innehåller utöver ljudklipp från dessa intervjuer även klipp ur Hitchcocks filmklassiker men också glimtar ur regissörens liv. 
I dokumentären reflekterar flera regissörer inklusive James Gray, Martin Scorsese, Peter Bogdanovich, Paul Schrader, Wes Anderson, David Fincher, Arnaud Desplechin och Olivier Assayas om vilken inverkan boken och Alfred Hitchcock haft på dem och deras filmskapande, samt om Hitchcocks stora arv och betydelse för filmhistorien.
Filmen hade premiär på Filmfestivalen i Cannes 2015 och visades också på Toronto International Film Festival samma år.

## Medverkande
- Alfred Hitchcock
- François Truffaut
- Wes Anderson
- Olivier Assayas
- Peter Bogdanovich
- Arnaud Desplechin
- David Fincher
- James Gray
- Kiyoshi Kurosawa
- Richard Linklater
- Paul Schrader
- Martin Scorsese